# Скачковце
Скачковце или Скачковци (на македонска литературна норма: Скачковце; на албански: Skaçkoci; на турски: Ali Fakli) е село в Северна Македония, в община Куманово.

## География
Селото е разположено в областта Овче поле в източното подножие на Градищанската планина. Край Скачковце е разположен манастирът „Света Троица“.

## История
В края на XIX век Скачковце е българско село в Кумановска каза на Османската империя. Според статистиката на Васил Кънчов („Македония. Етнография и статистика“) от 1900 година Скачковци (Али Факли) е село, населявано от 270 жители българи християни.
Според патриаршеския митрополит Фирмилиан в 1902 година в селото има 30 сръбски патриаршистки къщи. Според Христо Силянов след Илинденското въстание в 1904 година цялото село минава под върховенството на Българската екзархия, но по данни на секретаря на Българската екзархия Димитър Мишев („La Macédoine et sa Population Chrétienne“) в 1905 година в Скачковци има 200 българи патриаршисти сърбомани.
В 1910 година селото пострадва при обезоръжителната акция.
Според преброяването от 2002 година селото има жители.
| Националност     | Всичко |
| северномакедонци | 159    |
| албанци          | 0      |
| турци            | 0      |
| роми             | 0      |
| власи            | 0      |
| сърби            | 1      |
| бошняци          | 0      |
| други            | 0      |